# Água Limpa
Água Limpa là một đô thị ở bang Goiás. Dân số đô thị này năm 2004 ước khoảng 2.335 người.